# Llista de municipis d'Itàlia per superfície
Aquesta és una llista dels municipis italians que inclou els 100 municipis amb més superfície d'Itàlia.
Informació actualitzada per un bot. Els canvis manuals es perdran quan s'actualitzi!
| . | Ciutat                | Província                         | Regió | Superfície         | Coord.                                                                                                 | item                          |
| - | --------------------- | --------------------------------- | ----- | ------------------ | --- | ----------------------------- |
|   | Butera                |                                   |       | 295 298,55         | 37° 11′ 00″ N, 14° 11′ 00″ E / 37.183333333333°N,14.183333333333°E                                     | Modifica les dades a Wikidata |
|   | Corigliano-Rossano    | Província de Cosenza              |       | 355,56             | 39° 35′ 02″ N, 16° 34′ 35″ E / 39.583796°N,16.576481°E                                                 | Modifica les dades a Wikidata |
|   | Noto                  |                                   |       | 554,99 21,38 48,09 | 36° 53′ 00″ N, 15° 05′ 00″ E / 36.883333333333°N,15.083333333333°E                                     | Modifica les dades a Wikidata |
|   | Mazara del Vallo      |                                   |       | 274,64             | 37° 39′ 06″ N, 12° 35′ 15″ E / 37.651660833333°N,12.587509833333°E                                     | Modifica les dades a Wikidata |
|   | Marsala               |                                   |       | 243,26             | 37° 47′ 53″ N, 12° 26′ 03″ E / 37.79805555555556°N,12.434166666666666°E                                | Modifica les dades a Wikidata |
|   | Ramacca               |                                   |       | 306,44             | 37° 23′ 00″ N, 14° 42′ 00″ E / 37.383333333333°N,14.7°E                                                | Modifica les dades a Wikidata |
|   | Mineo                 |                                   |       | 246,32             | 37° 15′ 59″ N, 14° 41′ 28″ E / 37.266358333333°N,14.691061111111°E                                     | Modifica les dades a Wikidata |
|   | Caltagirone           |                                   |       | 383,38             | 37° 14′ 00″ N, 14° 31′ 00″ E / 37.233333333333°N,14.516666666667°E                                     | Modifica les dades a Wikidata |
|   | Bronte                |                                   |       | 250,86             | 37° 48′ 00″ N, 14° 50′ 00″ E / 37.8°N,14.833333333333°E                                                | Modifica les dades a Wikidata |
|   | Mazzarino             |                                   |       | 295,59             | 37° 18′ N, 14° 12′ E / 37.3°N,14.2°E                                                                   | Modifica les dades a Wikidata |
|   | Mals                  | Tirol del Sud                     |       | 247,43             | 46° 41′ 17″ N, 10° 32′ 48″ E / 46.687919°N,10.546549°E                                                 | Modifica les dades a Wikidata |
|   | Ocier                 |                                   |       | 252,13             | 40° 35′ 06″ N, 9° 00′ 12″ E / 40.5848706°N,9.0032852°E                                                 | Modifica les dades a Wikidata |
|   | Arbus                 |                                   |       | 269,12             | 39° 31′ 38″ N, 8° 35′ 57″ E / 39.5271495°N,8.5992479°E                                                 | Modifica les dades a Wikidata |
|   | Teulada               |                                   |       | 246,19             | 38° 58′ 05″ N, 8° 46′ 20″ E / 38.9679512°N,8.7723255°E                                                 | Modifica les dades a Wikidata |
|   | Sarntal               | Tirol del Sud                     |       | 302,27             | 46° 38′ 35″ N, 11° 21′ 24″ E / 46.642989°N,11.356621°E                                                 | Modifica les dades a Wikidata |
|   | Scansano              | província de Grosseto             |       | 273,53             | 42° 41′ 23″ N, 11° 20′ 05″ E / 42.689722222222°N,11.334722222222°E                                     | Modifica les dades a Wikidata |
|   | Roccastrada           | província de Grosseto             |       | 284,47             | 43° 00′ 35″ N, 11° 10′ 06″ E / 43.009722222222°N,11.168333333333°E                                     | Modifica les dades a Wikidata |
|   | Massa Marittima       | província de Grosseto             |       | 283,45             | 43° 03′ 00″ N, 10° 53′ 37″ E / 43.05°N,10.893611111111°E                                               | Modifica les dades a Wikidata |
|   | Manciano              | província de Grosseto             |       | 372,51             | 42° 35′ 15″ N, 11° 30′ 54″ E / 42.5875°N,11.515°E                                                      | Modifica les dades a Wikidata |
|   | Magliano in Toscana   | província de Grosseto             |       | 250,78             | 42° 35′ 56″ N, 11° 17′ 35″ E / 42.598888888889°N,11.293055555556°E                                     | Modifica les dades a Wikidata |
|   | Monreale              |                                   |       | 530,18             | 38° 04′ 54″ N, 13° 17′ 20″ E / 38.081666666667°N,13.288888888889°E                                     | Modifica les dades a Wikidata |
|   | Tarquínia             | província de Viterbo              |       | 279,34             | 42° 14′ 57″ N, 11° 45′ 22″ E / 42.249166666667°N,11.756111111111°E                                     | Modifica les dades a Wikidata |
|   | Volterra              | província de Pisa                 |       | 252,85             | 43° 24′ 00″ N, 10° 52′ 00″ E / 43.4°N,10.866666666667°E                                                | Modifica les dades a Wikidata |
|   | Comacchio             | Província de Ferrara              |       | 284,13             | 44° 42′ 00″ N, 12° 11′ 00″ E / 44.7°N,12.183333333333°E                                                | Modifica les dades a Wikidata |
|   | Argenta               | Província de Ferrara              |       | 311,67             | 44° 36′ 53″ N, 11° 50′ 13″ E / 44.61485°N,11.83681°E                                                   | Modifica les dades a Wikidata |
|   | Montalcino            | província de Siena                |       | 310,31             | 43° 03′ 33″ N, 11° 29′ 21″ E / 43.059166666667°N,11.489166666667°E                                     | Modifica les dades a Wikidata |
|   | Firenzuola            |                                   |       | 271,99             | 44° 07′ 11″ N, 11° 22′ 55″ E / 44.11968°N,11.38185°E                                                   | Modifica les dades a Wikidata |
|   | Piazza Armerina       |                                   |       | 304,54             | 37° 23′ 00″ N, 14° 22′ 00″ E / 37.383333333333°N,14.366666666667°E                                     | Modifica les dades a Wikidata |
|   | San Giovanni in Fiore | Província de Cosenza              |       | 279,45 282,53      | 39° 15′ 51″ N, 16° 42′ 01″ E / 39.264166666667°N,16.700277777778°E                                     | Modifica les dades a Wikidata |
|   | Irsina                | Província de Matera               |       | 263,47             | 40° 45′ 00″ N, 16° 14′ 00″ E / 40.75°N,16.233333333333°E                                               | Modifica les dades a Wikidata |
|   | Cortona               | província d'Arezzo                |       | 342,97             | 43° 16′ 32″ N, 11° 59′ 17″ E / 43.275555555556°N,11.988055555556°E                                     | Modifica les dades a Wikidata |
|   | Martina Franca        | província de Tàrent               |       | 299,72 298,72      | 40° 42′ 00″ N, 17° 20′ 00″ E / 40.7°N,17.333333333333°E                                                | Modifica les dades a Wikidata |
|   | Castellaneta          | província de Tàrent               |       | 242,32             | 40° 38′ 00″ N, 16° 56′ 00″ E / 40.633333333333°N,16.933333333333°E                                     | Modifica les dades a Wikidata |
|   | San Giovanni Rotondo  | Província de Foggia               |       | 261,88             | 41° 42′ 00″ N, 15° 44′ 00″ E / 41.7°N,15.733333333333°E                                                | Modifica les dades a Wikidata |
|   | Monte Sant'Angelo     | Província de Foggia               |       | 245,13             | 41° 42′ 00″ N, 15° 58′ 00″ E / 41.7°N,15.966666666667°E                                                | Modifica les dades a Wikidata |
|   | Lucera                | Província de Foggia               |       | 339,79             | 41° 30′ 00″ N, 15° 20′ 00″ E / 41.5°N,15.333333333333°E                                                | Modifica les dades a Wikidata |
|   | Ascoli Satriano       | Província de Foggia               |       | 336,68             | 41° 12′ 56″ N, 15° 33′ 28″ E / 41.215555555556°N,15.557777777778°E                                     | Modifica les dades a Wikidata |
|   | Gravina in Puglia     |                                   |       | 384,73 384,74      | 40° 49′ 14″ N, 16° 25′ 24″ E / 40.820555555556°N,16.423333333333°E                                     | Modifica les dades a Wikidata |
|   | Sabbioneta            | província de Màntua               |       | 37,27 60 430       | 44° 59′ 57″ N, 10° 29′ 23″ E / 44.999166666667°N,10.489722222222°E                                     | Modifica les dades a Wikidata |
|   | Cortina d'Ampezzo     | província de Belluno              |       | 252,81             | 46° 32′ 18″ N, 12° 08′ 14″ E / 46.538333°N,12.137351°E                                                 | Modifica les dades a Wikidata |
|   | Gela                  |                                   |       | 279,07             | 37° 04′ 00″ N, 14° 15′ 00″ E / 37.066666666667°N,14.25°E                                               | Modifica les dades a Wikidata |
|   | Porto Tolle           | província de Rovigo               |       | 256,88             | 44° 57′ 00″ N, 12° 19′ 00″ E / 44.95°N,12.316666666667°E                                               | Modifica les dades a Wikidata |
|   | Modica                |                                   |       | 292,37             | 36° 52′ 02″ N, 14° 45′ 41″ E / 36.867222222222°N,14.761388888889°E                                     | Modifica les dades a Wikidata |
|   | Minervino Murge       | Província de Barleta-Andria-Trani |       | 257,41             | 41° 06′ 00″ N, 16° 05′ 00″ E / 41.1°N,16.083333333333°E                                                | Modifica les dades a Wikidata |
|   | Spoleto               | província de Perugia              |       | 348,14             | 42° 44′ 00″ N, 12° 44′ 00″ E / 42.733333333333°N,12.733333333333°E                                     | Modifica les dades a Wikidata |
|   | Norcia                | província de Perugia              |       | 275,58             | 42° 47′ 36″ N, 13° 05′ 38″ E / 42.793333333333°N,13.093888888889°E                                     | Modifica les dades a Wikidata |
|   | Gubbio                | província de Perugia              |       | 525,78             | 43° 21′ 06″ N, 12° 34′ 38″ E / 43.3517882°N,12.5772674°E                                               | Modifica les dades a Wikidata |
|   | Foligno               | província de Perugia              |       | 264,67             | 42° 57′ 22″ N, 12° 42′ 12″ E / 42.956111111111°N,12.703333333333°E                                     | Modifica les dades a Wikidata |
|   | Città di Castello     | província de Perugia              |       | 387,32             | 43° 27′ 27″ N, 12° 14′ 25″ E / 43.4574214°N,12.2403118°E                                               | Modifica les dades a Wikidata |
|   | Altamura              |                                   |       | 431,38             | 40° 49′ 00″ N, 16° 33′ 00″ E / 40.816666666667°N,16.55°E                                               | Modifica les dades a Wikidata |
|   | Manfredonia           | Província de Foggia               |       | 354,54             | 41° 38′ 00″ N, 15° 55′ 00″ E / 41.633333333333°N,15.916666666667°E                                     | Modifica les dades a Wikidata |
|   | Cerignola             | Província de Foggia               |       | 593,93             | 41° 16′ 00″ N, 15° 54′ 00″ E / 41.266666666667°N,15.9°E                                                | Modifica les dades a Wikidata |
|   | San Severo            | Província de Foggia               |       | 336,31             | 41° 41′ 42″ N, 15° 22′ 45″ E / 41.695111111111°N,15.379277777778°E                                     | Modifica les dades a Wikidata |
|   | Barbaresco            | província de Cuneo                |       | 7,76 891           | 44° 43′ 00″ N, 8° 05′ 00″ E / 44.716666666667°N,8.0833333333333°E                                      | Modifica les dades a Wikidata |
|   | Nizza Monferrato      | Província d'Asti                  |       | 30,36 2.307        | 44° 46′ 29″ N, 8° 21′ 18″ E / 44.774722222222°N,8.355°E                                                | Modifica les dades a Wikidata |
|   | Canelli               | Província d'Asti                  |       | 23,43 1.971        | 44° 43′ 15″ N, 8° 17′ 34″ E / 44.72084°N,8.29282°E                                                     | Modifica les dades a Wikidata |
|   | Enna                  |                                   |       | 358,75             | 37° 34′ 00″ N, 14° 16′ 00″ E / 37.566666666667°N,14.266666666667°E                                     | Modifica les dades a Wikidata |
|   | Caltanissetta         |                                   |       | 421,25             | 37° 29′ 29″ N, 14° 03′ 45″ E / 37.491472222222°N,14.062444444444°E                                     | Modifica les dades a Wikidata |
|   | Agrigent              |                                   |       | 245,32             | 37° 18′ 45″ N, 13° 34′ 30″ E / 37.3125°N,13.575°E 37° 18′ 38″ N, 13° 34′ 36″ E / 37.31065°N,13.57661°E | Modifica les dades a Wikidata |
|   | Ragusa                |                                   |       | 444,67             | 36° 55′ 30″ N, 14° 43′ 50″ E / 36.925°N,14.730555555556°E                                              | Modifica les dades a Wikidata |
|   | Trapani               |                                   |       | 273,13             | 38° 01′ 03″ N, 12° 30′ 54″ E / 38.0175°N,12.515°E                                                      | Modifica les dades a Wikidata |
|   | Òlbia                 |                                   |       | 383,64             | 40° 55′ 00″ N, 9° 30′ 00″ E / 40.916666666667°N,9.5°E                                                  | Modifica les dades a Wikidata |
|   | Sàsser                |                                   |       | 547,04             | 40° 43′ 36″ N, 8° 33′ 33″ E / 40.726666666667°N,8.5591666666667°E                                      | Modifica les dades a Wikidata |
|   | Matera                | Província de Matera               |       | 392,09             | 40° 40′ 00″ N, 16° 36′ 00″ E / 40.666666666667°N,16.6°E                                                | Modifica les dades a Wikidata |
|   | Tàrent                | província de Tàrent               |       | 249,86             | 40° 28′ 16″ N, 17° 14′ 35″ E / 40.471111111111114°N,17.243055555555557°E                               | Modifica les dades a Wikidata |
|   | Bríndisi              | Província de Bríndisi             |       | 332,98             | 40° 38′ 18″ N, 17° 56′ 45″ E / 40.638333333333°N,17.945833333333°E                                     | Modifica les dades a Wikidata |
|   | Àndria                | Província de Barleta-Andria-Trani |       | 402,89             | 41° 13′ 54″ N, 16° 18′ 30″ E / 41.231666666667°N,16.308333333333°E                                     | Modifica les dades a Wikidata |
|   | Foggia                | Província de Foggia               |       | 509,26             | 41° 27′ 30″ N, 15° 33′ 07″ E / 41.45845°N,15.55188°E                                                   | Modifica les dades a Wikidata |
|   | Latina                | província de Latina               |       | 277,62             | 41° 28′ 02″ N, 12° 54′ 13″ E / 41.46722222222222°N,12.903611111111111°E                                | Modifica les dades a Wikidata |
|   | Viterbo               | província de Viterbo              |       | 406,23             | 42° 25′ 07″ N, 12° 06′ 15″ E / 42.418611111111°N,12.104166666667°E                                     | Modifica les dades a Wikidata |
|   | Arezzo                | província d'Arezzo                |       | 384,7              | 43° 27′ 47″ N, 11° 52′ 41″ E / 43.463055555556°N,11.878055555556°E                                     | Modifica les dades a Wikidata |
|   | Ravenna               | Província de Ravenna              |       | 653,82             | 44° 24′ 58″ N, 12° 12′ 06″ E / 44.416111111111114°N,12.201666666666666°E                               | Modifica les dades a Wikidata |
|   | Ferrara               | Província de Ferrara              |       | 405,16             | 44° 50′ 21″ N, 11° 37′ 03″ E / 44.839166666666664°N,11.6175°E                                          | Modifica les dades a Wikidata |
|   | Fabriano              | província d'Ancona                |       | 272,08             | 43° 20′ 19″ N, 12° 54′ 31″ E / 43.338561111111°N,12.908519444444°E                                     | Modifica les dades a Wikidata |
|   | Grosseto              | província de Grosseto             |       | 473,55             | 42° 46′ 20″ N, 11° 06′ 32″ E / 42.772222222222°N,11.108888888889°E                                     | Modifica les dades a Wikidata |
|   | Cesena                | Província de Forlì-Cesena         |       | 249,47             | 44° 08′ 00″ N, 12° 14′ 00″ E / 44.133333333333°N,12.233333333333°E                                     | Modifica les dades a Wikidata |
|   | Màntua                | província de Màntua               |       | 63,81              | 45° 09′ 23″ N, 10° 47′ 28″ E / 45.156388888889°N,10.791111111111°E                                     | Modifica les dades a Wikidata |
|   | L'Aquila              | Província de L'Aquila             |       | 473,91             | 42° 21′ 14″ N, 13° 23′ 31″ E / 42.354008333333°N,13.391991666667°E                                     | Modifica les dades a Wikidata |
|   | Perusa                | província de Perugia              |       | 449,51             | 43° 06′ 44″ N, 12° 23′ 20″ E / 43.1121°N,12.3888°E                                                     | Modifica les dades a Wikidata |
|   | Parma                 | Província de Parma                |       | 260,6              | 44° 48′ 05″ N, 10° 19′ 41″ E / 44.801472222222°N,10.328°E                                              | Modifica les dades a Wikidata |
|   | Venècia               |                                   |       | 415,9              | 45° 26′ 23″ N, 12° 19′ 55″ E / 45.439722222222°N,12.331944444444°E                                     | Modifica les dades a Wikidata |
|   | Orvieto               | Província de Terni                |       | 281,27             | 42° 43′ 00″ N, 12° 06′ 00″ E / 42.716666666667°N,12.1°E                                                | Modifica les dades a Wikidata |
|   | Roma                  |                                   |       | 1.287,36           | 41° 53′ 35″ N, 12° 28′ 58″ E / 41.893055555556°N,12.482777777778°E                                     | Modifica les dades a Wikidata |

∑ 83 items.